# Rusia Mare
Nu confundați cu Rusia Mare (partid politic).

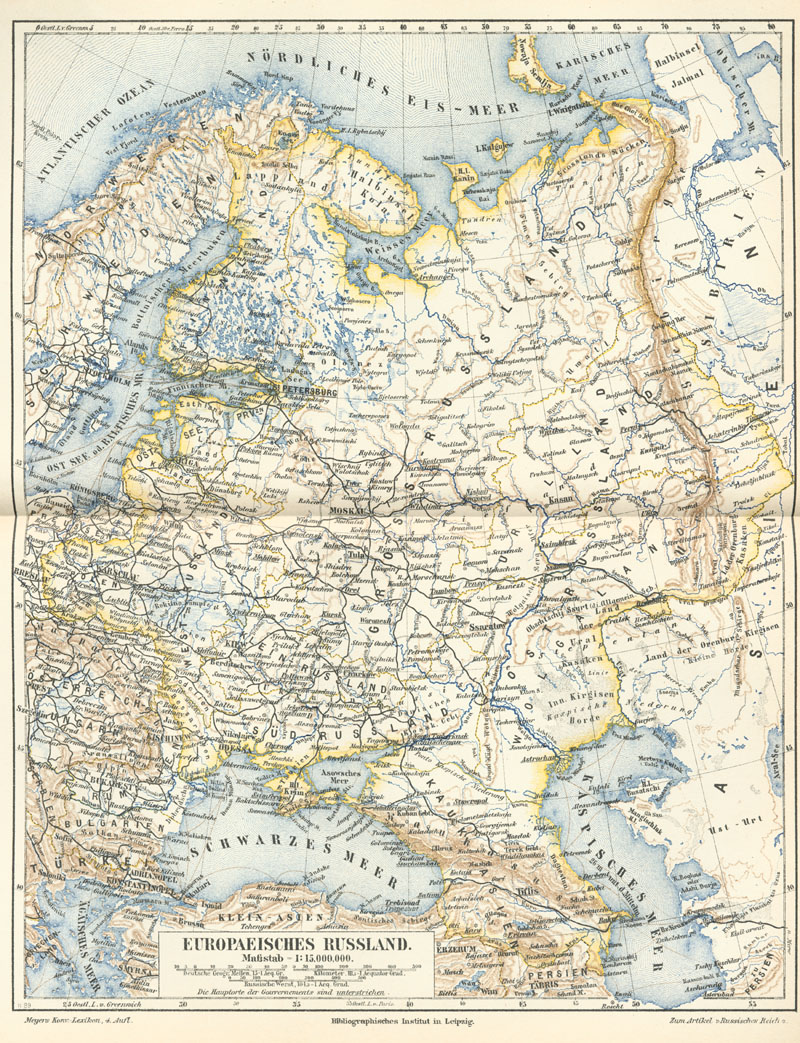

Rusia Mare sau Velikorusia (în limba rusă: Великороссия, Velikorossia) este un termen învechit folosit odinioară pentru teritoriile care au format nucleul Cenzatului Moscovei, iar mai târziu, al Țaratului și Imperiului Rus. 
Numele rusesc „Rusia Mare” este o adaptare a unui termen grecesc folosit în Evul Mediu. Bizantinii foloseau pentru denumirea teritoriilor locuite de slavii estici termenii Μακρά Ρωσία (Makra Rosia - Rusia Mare) și Μικρά Ρωσία (Mikra Rosia - Rusia Mică), respectiv. Termenul „mic” este folosit în acest caz cu același sens folosit pentru Asia Minor ori Malopolska (Polonia Mică), adică „apropiat”, iar termenul „mare” este folosit cu același sens cu Wielkopolska (Polonia Mare).
În conceputul geopolitic elen, prin „mic” se înțelege centrul teritoriului, iar prin „mare” sunt denumite teritoriile colonizate mai târziu. Rusia Kieveană a fost primul stat puternic din Europa Răsăriteană, cel care poate fi considerat leagănul statelor naționale de mai târziu Ucraina, Belarus și Rusia. De vreme ce capitala Rusiei Kievene a fost Kievul, teritoriile înconjurătoare au primit numele de „Rusia Mică”, iar cele ale Rusiei contemporane pe cel de „Rusia Mare. Odată cu proclamarea țaratului, monarhii moscoviți au adoptat denumirea oficială de  „Suveran al Întregii Rusii: Mare, Mică și Albă ”.
De asemenea, și derivatele termenului „Velikorusia”, și anume „limba velikorusă” (великорусский язык, velikorusski iazîk) și popor „velikorus” (великороссы, velikorossî), au căzut în desuetudine. 